# دیوید و فردریک بارکلی
دیوید و فردریک بارکلی (انگلیسی: David and Frederick Barclay؛ زادهٔ ۲۷ اکتبر ۱۹۳۴ (both)) برادران دوقلوی همسان و از کارآفرینان و سرمایه‌داران اهل بریتانیا می‌باشند.